# .256 Winchester Magnum
El .256 Winchester Magnum es un cartucho desarrollado por Winchester, resultando de ajustar el cuello del casquillo del .357 Magnum a .257 pulgadas, para ser usado como calibre alimañero y de caza menor. 

## Historia
Fue introducido por WInchester al mercado en el año 1960 y Winchester ofreció tanto munición como componentes de recarga hasta principios de la década de 1990. La primera arma en ser producida para este calibre fue la pistola monotiro Ruger Hawkeye. Al año siguiente (1962), Marlin lo incluyó como alternativa para su rifle Levermatic Modelo 62. Sin embargo, el .256 Wincheste Magnum es ahora obsoleto y la producción de armas y munición descontinuada.

## Balística
De un cañón de 8,5 pulgadas, un proyectil de 60 granos alcanza una velocidad de salida de 2350 pies por segundo y una energía de 735 pies/libra, siendo 250 pies por segundo más rápido y casi tan potenti como el  22 Remington Jet, también desarrollado a partir del casquillo del .357 Magnum.

## armas de fuego
El .256 Winchester Magnum fue recamarado en muy pocas armas. :
- Marlin Modelo 62 Levermatic
- Carabina M1 producida por Universal Firearms
- Revólver de acción simple Ruger Hawkeye
- Pistola monotiro Thompson Center Contender

El Ruger Old Model y New Model Blackhawks, y Smith & Wesson K-frames (Modelos 10, 14, 15 y 19 ). Colt produjo un Python de este calibre como prototipo y lo conserva en su museo.

## Galería

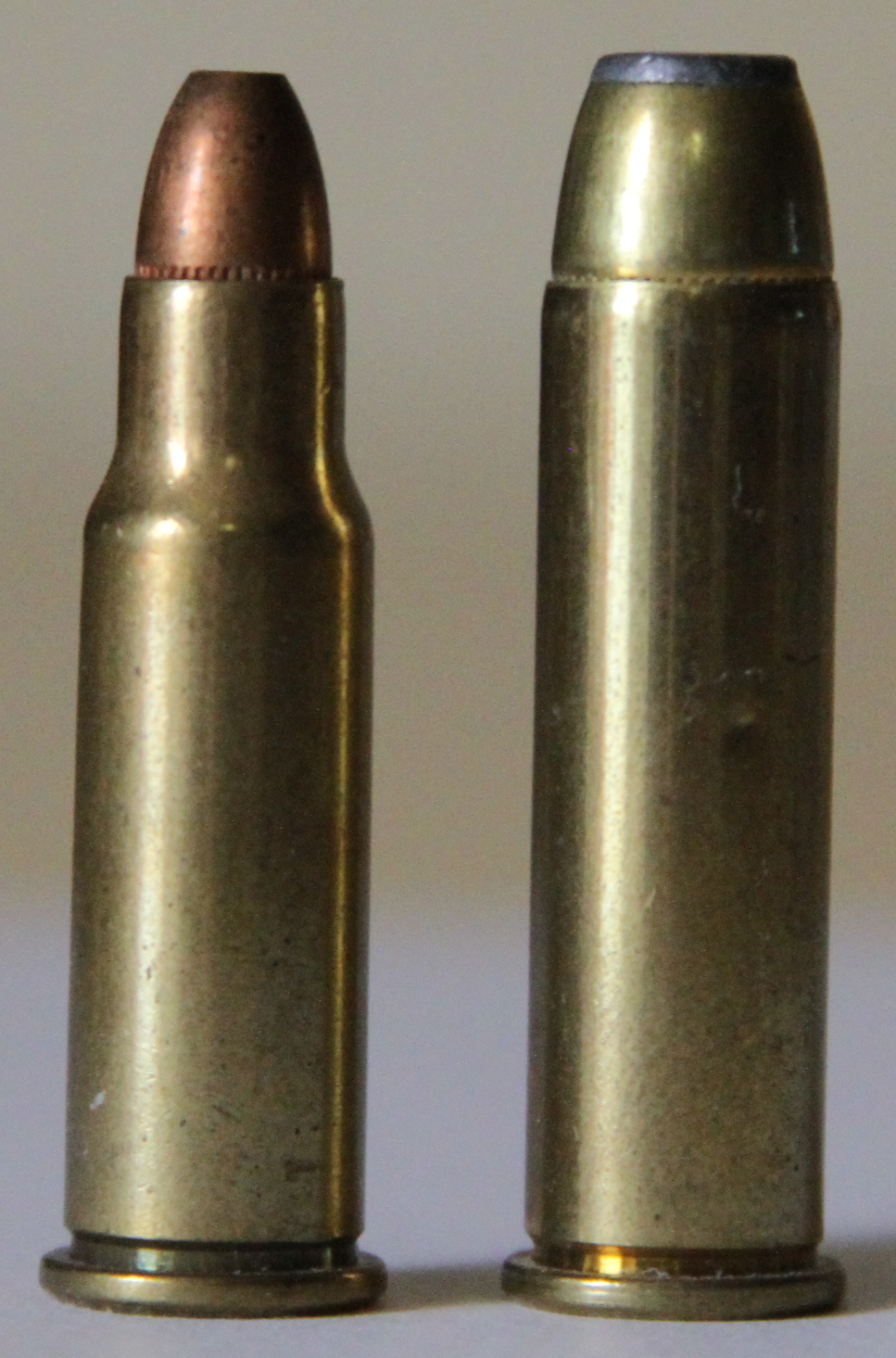
.256 Winchester Magnum ronda junto a su estuche principal, el .357 Magnum .